# Der Tod und das Mädchen (Streichquartett)

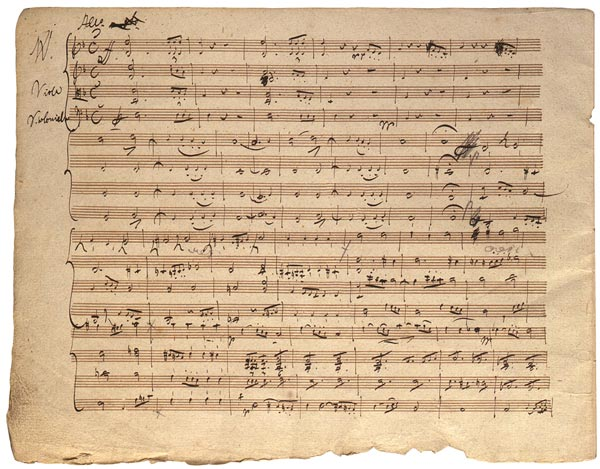
Originalmanuskript des Streichquartetts, The Mary Flagler Cary Music Collection, Morgan Library, NY

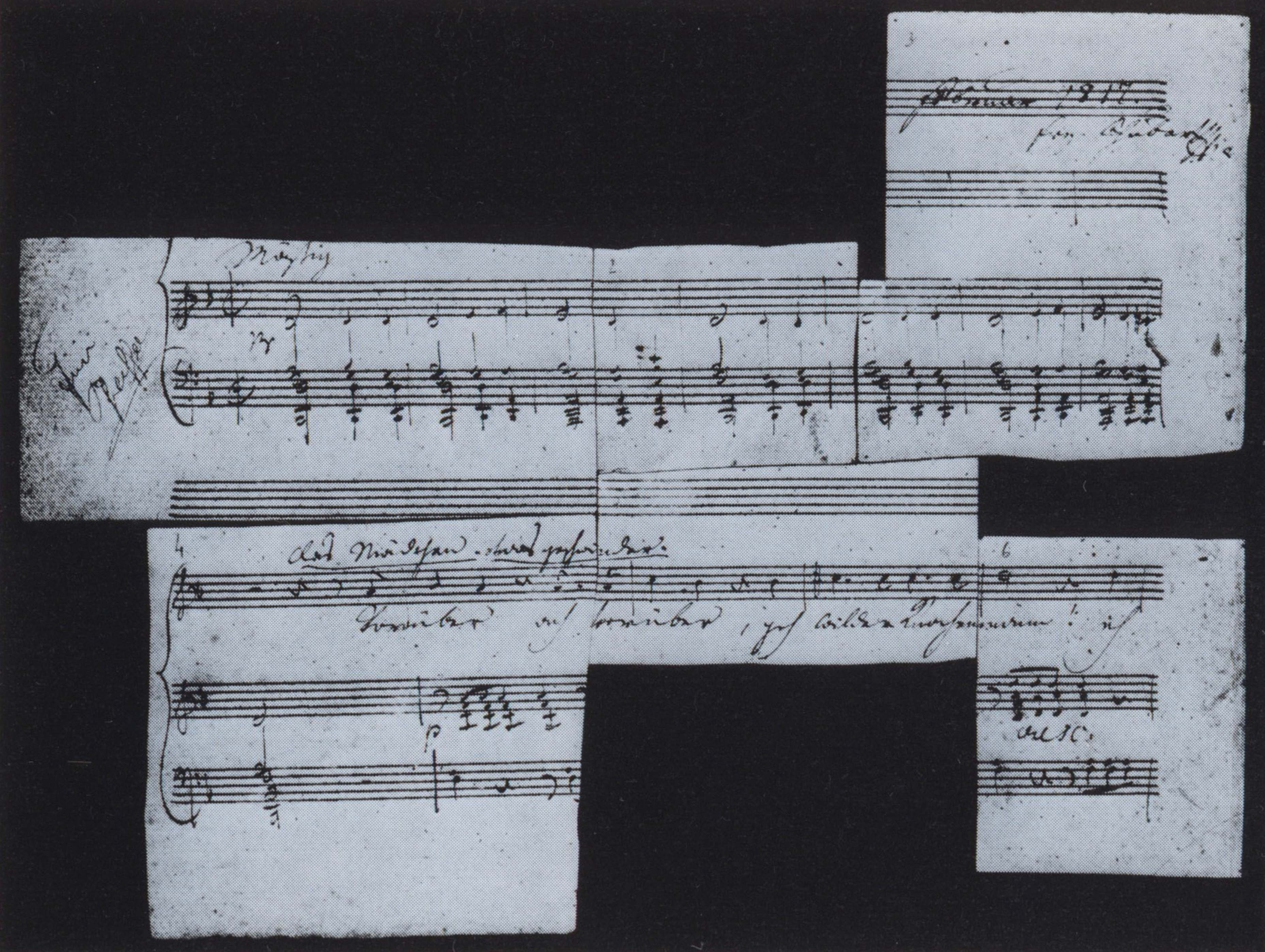
Originalmanuskript des Liedes

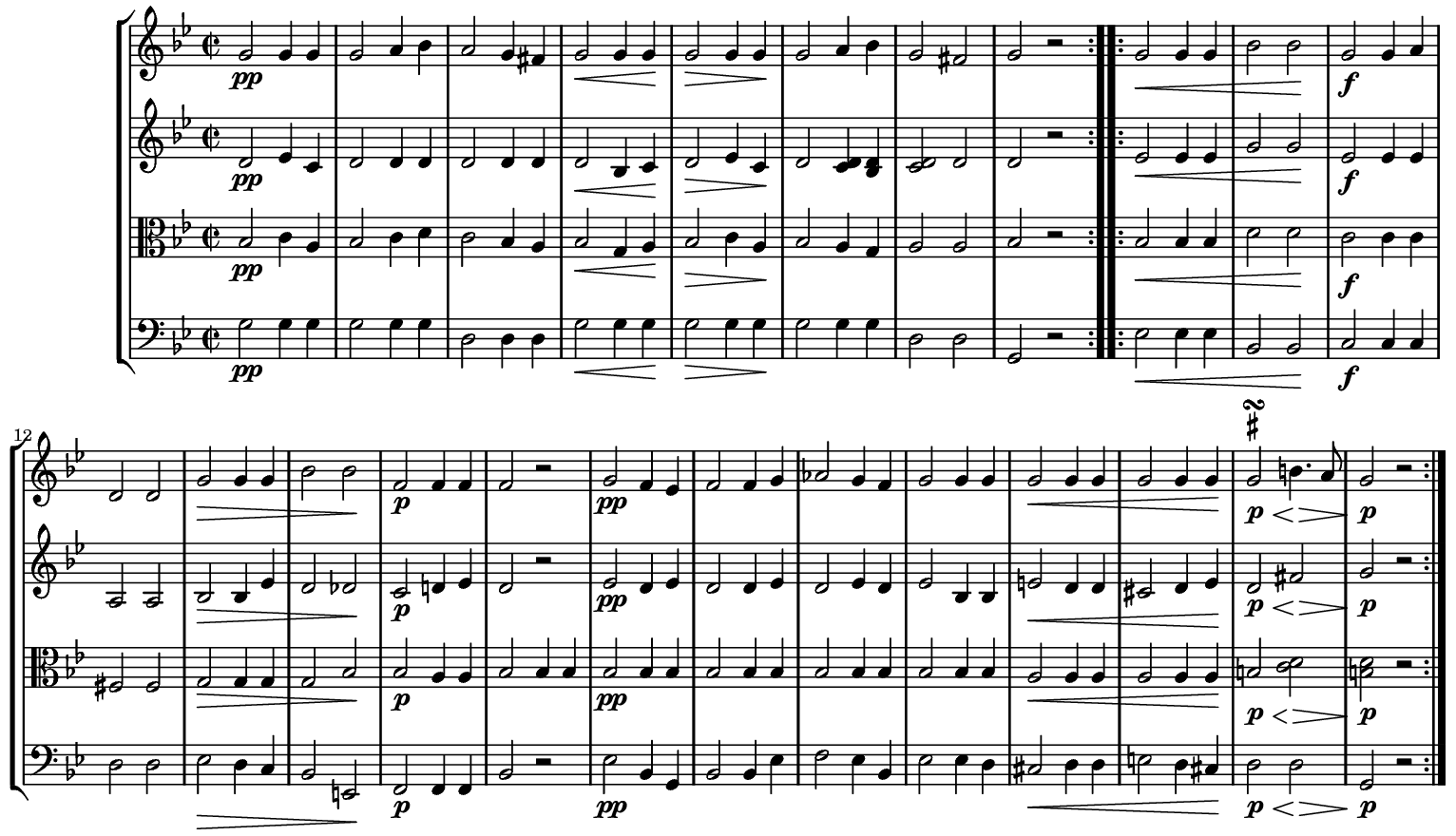
Streichquartett Nr. 14 d-moll

Der Tod und das Mädchen ist der Titel des Streichquartetts Nr. 14, d-moll, op. post., D 810 von Franz Schubert. Schubert hat das Quartett für zwei Violinen, eine Viola und ein Violoncello bereits 1824 komponiert, eine private Uraufführung fand am 1. Februar 1826 in der Wiener Wohnung des Hofkapellsängers Joseph Barth statt. Veröffentlicht wurde es posthum 1829 im Verlag Josef Czerny. Die öffentliche Uraufführung wurde im März 1833 von Carl Moeser in Berlin gespielt. Das Werk gehört neben dem Quartettsatz in c-Moll, D 703 und den beiden  Streichquartetten in a-Moll, D 804 bzw. op. 29, auch „Rosamunde“-Quartett genannt, und G-Dur, D 887 bzw. op. 161 in die Gruppe der späten Quartette Schuberts.
Die vier Sätze sind in Moll gehalten, im Gegensatz zu Schuberts 1817 geschaffenem Kunstlied Der Tod und das Mädchen. Der zweite Satz des Streichquartetts, das Andante con moto, ist eine Variationsreihe auf die Einleitung zum Kunstlied, das auf ein gleichnamiges Gedicht von Matthias Claudius zurückgeht. Dies gab auch dem Quartett den Beinamen und macht es zu einem prominenten Beispiel des seit der Renaissance bekannten Sujets vom Tod und Mädchen.

## Hintergrund
Biografisch fiel die Schaffung des Streichquartetts in Schuberts schwerste Zeit. Er beabsichtigte, in Wien Fuß zu fassen und als Opernkomponist anerkannt zu werden. Nach zahlreichen Versuchen seit 1814 wollte der nunmehr 26-Jährige 1823 mit drei Opern den Durchbruch erzwingen. Er scheiterte, weil die Libretti als dürftig galten und seine Musik den Publikumsgeschmack nicht traf. Zeitgleich erkrankte er schwer an Syphilis und Neurasthenie. Diese krisenhaften Lebensumstände bilden den Hintergrund der Komposition, aber sie erklären nicht ihren anerkannt hohen künstlerischen Rang.

## Gestaltung
Als absolute Musik hat das Quartett d-Moll programmatisch nichts mit dem Titel zu tun. Das bedeutet, dass hierin nicht etwa der Tod oder das Mädchen musikalisch geschildert werden, sondern der Ablauf rein nach innermusikalischen Gesetzen und Ausdrucksformen gestaltet ist. Das Streichquartett besteht aus vier Sätzen, die zusammen etwa 41 Minuten dauern, wenn alle Wiederholungen gespielt werden:
1. Satz:  Allegro, d-Moll, 4/4-Takt, Sonatensatzform, ca. 15’
2. Satz:  Andante con moto, g-Moll, 2/2-Takt, Variationsform, ca. 13’
3. Satz:  Scherzo Allegro molto, d-Moll, 3/4-Takt, dreiteilige Liedform ABA, ca. 4’
4. Satz:  Presto, d-Moll, 6/8-Takt, Sonatenform, ca. 9’

### Erster Satz
Mit Ausnahme des 2. Satzes sind die Sätze bestimmt durch die „tragische Spannungssphäre zwischen Sein und Vergehen. […] Schon die vierzehn Takte Einleitung deuten mit ihrer sprechenden Folge von dröhnendem An- und Mahnruf, leiser, banger Frage und beklommenem Nachsinnen gleichsam epigrammatisch auf die tiefernste Grundstimmung des Ganzen. Einprägsam tritt auch hier schon das unruhig antreibende Triolenmotiv in Erscheinung, das den ersten Satz weithin als Bewegungselement beherrscht.“ Dem 1. Satz liegt die Sonatenform zugrunde, allerdings ohne extra Durchführungsteil, weil Exposition und Reprise diese bereits integriert haben, denn nach Vorstellung der Themen beginnt gleich der Verarbeitungsprozess. Auffälligerweise spielt das im pianissimo vorgetragene erste Thema (T. 15–19) keine Rolle, es tritt nach der Oktavwiederholung erst wieder verkürzt und versteckt in der 2. Violine kurz nach Beginn der Reprise auf (T. 152) und dann schließlich in der Coda (T. 311). Außer dem Triolenmotiv aus der Einleitung, das bereits das erste Thema im durchbrochenen Satz stützt und im Weiteren verarbeitet wird, bestimmt dann das zweite Thema (T. 62–65) den Satz. In immer wieder neuen Formulierungen und Zusammenhängen wandert es durch die vier Instrumente, die gleichberechtigt an der Verarbeitung teilhaben. Dabei erschließt sich Schubert durch Wechsel von Lautstärke, Tonhöhe, Harmonik neue Ausdrucksvarianten zwischen schroff (unisono) und zart-geschmeidig. Einmal gesellt sich ein kurzfristig aufblitzendes neues Motiv (T. 102) hinzu, einmal wird das 2. Thema in der Reprise zur Begleitfigur reduziert, auf dem sich eine kleine Melodie mit dem charakteristischen Eineinhalbtonschritt der harmonischen Molltonleiter (T. 187) erhebt. Dabei findet die thematische Arbeit in Blöcken statt, die durch schroffe Zäsuren (fortissimo, unisono) getrennt sind. Die ersten 40 Takte des Satzes haben keine Entsprechung am Anfang der Reprise, die anderen Abschnitte finden sich teils identisch, teils transponiert und satztechnisch verändert, aber in Verlauf und Dauer gleich, in der Reprise wieder. Die Coda (T. 299) „führt über wehe Vorhaltsdissonanzen, nachdenklich ausgehaltene Akkorde und eine Wiederkehr der ersten Entwicklung des 1. Themas schließlich zu einem ermatteten Niedersinken in Düsternis und Trauer“.

### Zweiter Satz
Das Thema nimmt im ersten Teil die achttaktige Einleitung von Schuberts Lied „Der Tod und das Mädchen“ auf, eine aus zwei gleichen Hälften bestehende achttaktige Periode. Im zweiten Teil werden zwei weitere Perioden hinzugefügt, wobei die erste den Mittelteil des Themas bildet und die zweite durch melodische Bezüge zum Anfang das Thema rundet. Das Thema wird wie in der Vorlage pianissimo im akkordischen Satz vorgetragen. In der 1. Variation stellt die Bassstimme das Thema im Pizzicato dar, die Mittelstimmen füllen die Akkorde mit triolischen Tonwiederholungen auf und die 1. Violine figuriert Dreiklangbrechungen und Vorhalte mithilfe eines raffiniert auf den Pavanenrhythmus bezogenen Rhythmusmodells. Die 2. Variation steigert Lautstärke, Kürze der Notenwerte (inneres Accelerando) und Ausdruck, letzteres durch eine hohe Cellomelodie, die den Pavanenrhythmus in jedem 2. Takt aufnimmt, der sich in Oktaven und doppelten Notenwerten in der Bratsche befindet, dazu Harmonie stützende Töne in Punktierungen in der 2. Violine und Dreiklangsbrechungen in Sechzehnteln in der 1. Violine. Vorläufiger Höhepunkt der Steigerung ist die 3. Variation, die fortissimo, unisono und mit abermals verdoppelten Notenwerten des Pavanenrhythmus einen sehr schroffen Ausdruck des Themas erreicht. Im weiteren Verlauf behalten die Mittelstimmen diese neue Version des Pavanenrhythmus bei, während die Außenstimmen dazu kleine melodische Wendungen oder zueinander komplementär gesetzte Akkorde spielen. Die 4. Variation leitet die inzwischen aufgebaute Energie ins Zarte um durch den Tonartwechsel nach G-Dur, pianissimo in der Lautstärke, einer anschmiegsamen Melodik in den beiden Unterstimmen, die das Thema in der originalen rhythmischen Gestalt und einigen melodischen Wendungen wieder aufnehmen. Später beteiligt sich daran auch die 2. Violine, während die erste dazu unaufdringliche Triolen figuriert. Diese finden sich im 1. Teil der 5. Variation im Bass, während die Mittelstimmen die Thematik wie in der Variation artikulieren und die 1. Violine Sechzehntel meist als Tonwiederholungen präsentiert. Dadurch ergibt sich bereits eine Steigerung, die massiv im 2. Teil Raum greift durch akkordische Tonwiederholungen in Sechzehnteln der drei Oberstimmen, wobei das Cello das Thema leicht figuriert aufnimmt. Nach einer Überleitung mit Triolen der 1. Violine auf liegenden Akkorden beginnt die Coda gebetsartig im dreifachen piano mit der leicht veränderten homophonen Themenformulierung des Anfangs. Zusammenfassend gewinnt Schubert dem Thema im Sinne absoluter Musik zahlreiche Ausdrucksvarianten und kompositorische Raffinessen ab.

### Dritter Satz
Das harte, kantige Scherzothema (allegro molto, forte, unisono der Violinen) ist eine achttaktige Periode, die sich im 2. Teil des Scherzos variiert in den beiden Unterstimmen wiederfindet, wozu die oberen Stimmen taktweise in Halbtonschritten abwärts schreiten, was dem passus duriusculus entspricht, der seit der Renaissance als Ausdruck des Schmerzes oder der Qual in der Musik etabliert ist. Dagegen bildet „das zart und lieblich singende Trio“ mit seinem Wechsel zu Dur, pianissimo und weitgehend homophonen Wohlklang einen krassen Gegensatz, der von einer 16-taktigen Melodie (zwei Perioden) ausgeht. Aufgrund des Da capos des Scherzos wird die ursprüngliche Haltung wieder eingenommen.

### Vierter Satz
„Im Presto-Finale beherrschen aufs neue, aber noch bewegender, noch erregender als im ersten Satz, die düsteren, bedrohlichen Kräfte das Feld. Unisono setzen die vier Instrumente mit dem ruhelos dahinhastenden d-moll-Hauptthema ein. Es bestimmt den Gesamtcharakter des ganzen Satzes, der in steigendem Maße das Bild des Jagens beschwört.“ Es besteht aus zwei piano vorgetragenen achttaktigen Perioden, deren erste Hälfte identisch ist und deren zweite Hälfte zunächst nach f führt, nach dem Neuansatz dann zurück in den Grundton d. Der dritte Takt wird gleich nach der Themenvorstellung abgespalten und als Begleitmotiv in der 1. Violine eingesetzt, während Bratsche und Cello in imitatorischem Stimmeinsatz das Thema aufnehmen. Im Verlauf des Verarbeitungsprozesses und wird das Motiv ein eigenständiges, konstitutives Element. Das 2. Thema (T. 88) bildet zum ersten einen krassen Kontrast, der die zuvor jagende Bewegung jäh stoppt durch seinen kompakt homophonen Satz, das gestaute rhythmische Bewegung (nur noch ein langer Ton pro Takt), fortissimo und das sforzato, das ihm einen ruppigen Ausdruck gibt. Die Verarbeitung basiert allerdings meist auf dem Hauptthema, und zwar in Blöcken, deren rasende Bewegung immer wieder durch harte Fortissimo-Zäsuren gestoppt wird, die in ihrer Akkordik an das 2. Thema gemahnen. Es folgt eine durchführungsartige Verarbeitung des ersten Themas. Beim Epilog (T. 252) bildet das abgespaltene Motiv aus dem Hauptthema die Begleitung für eine leicht ungarisierende Melodie in der 1. Violine. Der Aufbau des Satzes entspricht dem ersten Satz: Nach der Exposition, die die Durchführung durch permanente thematische Arbeit bereits aufnimmt, erscheint die Reprise in gleicher Anlage, im Detail aber natürlich variiert. Die Coda beginnt in T. 651 mit der Wiederaufnahme des 1. Themas in seiner ursprünglichen Gestalt, um dann ab T. 707 prestissimo in eine Stretta zu münden, die ihrerseits die jagende Bewegung vom pianissimo ins dreifache Forte steigert und sowohl den Satz als auch das Quartett auf dem Gipfelpunkt voller Energie abschließt.
Die Analyse belegt, dass Franz Schubert trotz prekärer Lebensumstände mit diesem Quartett ein kompositorisch reichhaltiges Meisterwerk gelungen ist. Der fast dauernd angespannte Ton und die gebündelte Energie mögen in direktem Bezug zu seiner Krise zu sehen sein, die technische Raffinesse und seelische Durchdringung weisen weit darüber hinaus.

## Bearbeitung
Gustav Mahler hat das Quartett für Streichorchester bearbeitet. Den zweiten Satz (Variationensatz) dieser Bearbeitung führte er am 19. November 1894 in einem seiner Hamburger Subskriptionskonzerte auf. Mahlers Transkription des Werks blieb lang unbekannt. Die Partitur mit Mahlers Eintragungen blieb zunächst im Besitz von Mahlers Tochter Anna, die sie schließlich Donald Mitchell übergab. Dieser publizierte die Transkription 1985 gemeinsam mit David Matthews.